# 부여 석성동헌
부여 석성동헌(扶餘 石城東軒)은 대한민국 충청남도 부여군에 있는, 조선시대의 지방 관아건물이다. 1987년 8월 3일 충청남도의 유형문화재 제124호로 지정되었다.

## 개요
동헌은 조선시대의 지방 관아건물로 고을의 수령이 일반 행정업무와 재판 등 공적일 일을 하던 곳이다.
석성동헌은 기록에 의하면 인조 6년(1628)에 세워졌으며, 후에 여러 차례 수리를 거쳐 오늘에 이르고 있다.
석성은 원래 백제의 진악산현이었는데 고려 초에 석성으로 이름이 바뀌었다. 조선 태종 15년(1415)에 현이 설치되고 후에 군으로 되었으며, 1914년에 면이 되었다.
앞면 4칸·옆면 3칸으로 홑처마이며, 지붕은 옆면이 여덟 팔(八)자 모양인 팔작지붕이다.
석성면사무소로 사용되던 한식 건물로 주변에 관아건물이 많이 있었으나, 현재는 이 건물 밖에 남아 있지 않다.

## 현지 안내문
이 곳은 1415년(조선 태종 15년)에 현이 설치된 이래 석성현의 청사 건물로 사용하던 곳으로 이 건물은 1628년(인조 6년)에 건립하여 여러 차례의 중수를 거쳐 오늘에 이르렀다. 동편과 서편의 기와에 강희 15년(1712년), 건륭 2년(1737년)이라는 글자가 새겨져 있어 이때 고쳐 지은 것으로 보인다. 정면의 좌측은 대청 마루이고, 우측은 온돌방인데 방 앞에 툇간 마루를 놓아 대청 마루와 연결시키고 있다. 석성은 백제 때 진악산현이었으나 고려 초에 석성으로 지명이 바뀌었다.

## 참고 자료
- 석성동헌 - 국가유산청 국가유산포털